# Młyńskie Stawy
Młyńskie Stawy – przysiółek wsi Żaba w Polsce, położony w województwie opolskim, w powiecie namysłowskim, w gminie Namysłów. Wchodzi w skład sołectwa Żaba.
W latach 1975–1998 przysiółek administracyjnie należał do ówczesnego województwa opolskiego.
Leśniczówka Młyńskie Stawy – szkółka leśna. Leśnictwo to istnieje od XVIII w. i należy do Nadleśnictwa Namysłów. Aktualnie na terenie leśnictwa znajduje się obiekt edukacyjny i stary młyn z XVIII wieku.

## Przyroda
W sąsiedztwie znajduje się użytek ekologiczny Młyńskie Stawy, który powstał w miejscu dawnych ogroblowanych łąk w dolinie potoku Biestrzykowickiego. Teren ten jest atrakcyjny szczególnie dla ptactwa wodnego, a także dla szeregu innych gatunków zwierząt związanych ze środowiskiem wodno-lądowym.